# آن ريف ألدريش
آن ريف ألدريش (بالإنجليزية: Anne Reeve Aldrich)‏ (25 أبريل 1866، نيويورك في الولايات المتحدة - 22 يونيو 1892، نيويورك في الولايات المتحدة)؛ كاتِبة، شاعرة وروائية أمريكية.